# Kotomitsuki Keiji
Kotomitsuki Keiji, jap. 琴光喜 啓司, eig. Tamiya Keiji, 田宮 啓司 (* 11. April 1976 in Okazaki, Präfektur Aichi) ist ein ehemaliger japanischer Sumōringer.
Kotomitsuki wechselte im März 1999 aus dem Hochschulsumō in den Profisport. Als früherer Student der Nihon-Universität hatte er bereits vorher  27 Titel im Amateursport erkämpfen können. Sein größter internationaler Erfolg war der Amateurweltmeistertitel im Schwergewicht, welchen er als Kopf der japanischen Mannschaft 1999 gegen den Deutschen Jörg Brümmer erringen konnte.
Im Mai 2000 musste er nach dem Aufstieg in die Makuuchi-Division wegen einer Trainingsverletzung am Knöchel auf eine Teilnahme am Turnier verzichten und stieg deshalb sofort wieder ab. Seit November 2000 gehört er zum festen Inventar der höchsten Liga des japanischen Sumō. Gleich bei seinem ersten Basho schaffte er ein herausragendes 13–2-Kachi-koshi und gewann alle drei Sonderpreise, was ihm auch die sofortige Promotion auf den Sekiwake-Rang bescherte.
Dort konnte Kotomitsuki sein hohes Niveau trotz mehrerer Spitzenergebnisse, als deren bisher herausragendstes der Turniersieg im Aki-Basho 2001 gelten kann, lange nicht konstant halten, so dass er keinen höheren Rang erreichte und zeitweise auch wieder aus den Sanyakurängen herausrutschte. Trotz der Wechselhaftigkeit seiner Erfolge stellte Kotomitsuki aber stets für die meisten seiner Kollegen einen nicht zu unterschätzenden Gegner dar.
Im Jahr 2007 gelang es ihm schließlich, den Ruf des „ewigen Sekiwake“ abzulegen: Nach zwei guten Ergebnissen – wenn auch nahezu nur gegen untere Maegashiras – im Natsu-Basho (12–3) und Nagoya-Basho (13–2, Sonderpreise Kanto-Sho und Gino-Sho) wurde Kotomitsuki am 25. Juli 2007 zum Ōzeki befördert. Somit wurde nach 5 Jahren wieder ein Japaner zum Ozeki ernannt.
Da er an illegalen Wetten beteiligt war und das in einem Gespräch mit dem Sumo-Verband geleugnet hatte, wurde er im Juni 2010 aus dem Sumoverband ausgeschlossen.